# Endings, Beginnings
Endings, Beginnings (bra: Amor a três) é um filme de drama romântico de 2019, dirigido por Drake Doremus, a partir de um roteiro que escreveu ao lado de Jardine Libaire. O filme é semi-improvisado e vagamente baseado no roteiro. É estrelado por Shailene Woodley, Jamie Dornan e Sebastian Stan.
Teve sua estreia mundial no Festival Internacional de Cinema de Toronto em 8 de setembro de 2019. Foi lançado em 17 de abril de 2020, pela Samuel Goldwyn Films.

## Sinopse
Recuperando-se de uma separação recente ruim, Daphne se encontra à deriva na vida. Morando na casa de hóspedes de sua irmã, ela regularmente testemunha suas brigas entre irmãos e cunhados, o que só agrava o desespero crescente da outrora idealista Daphne em relação ao amor de longo prazo. Então, em uma das festas de sua irmã, Daphne conhece Frank e Jack. Ambos são extremamente atraentes para ela, embora de maneiras muito diferentes: um é o menino mau de espírito livre, imprevisível e sempre pronto para a aventura; o outro é sóbrio, inteligente, sensível e investido na carreira de acadêmico. Incapaz de escolher entre esses opostos quase polares, Daphne se encontra oscilando entre eles, apreciando as maneiras distintas de cada homem a ver - é como se ela estivesse testando diferentes versões de si mesma e da vida que poderia estar esperando por ela. Mas o destino tem um jeito de tomar decisões por nós, e logo chegará o tempo em que Daphne será forçada a aceitar que ter tudo pode ser apenas um disfarce para não ter nada.

## Elenco
- Shailene Woodley como Daphne, irmã de Billie, ex-namorada de Adrian, filha de Sue e uma mulher de trinta e poucos anos navegando em amor e desgosto ao longo de um ano
- Jamie Dornan como Jack, um escritor irlandês
- Sebastian Stan como Frank
- Matthew Gray Gubler como Adrian, ex-namorado de Daphne
- Lindsay Sloane como Billie, a irmã frustrada de Daphne e filha de Sue, que é o ombro financeiro para Daphne se apoiar, e é casada com um bebê a caminho
- Ben Esler como Jed
- Shamier Anderson como Jonathan
- Noureen DeWulf como Noureen
- Wendie Malick como Sue, mãe de Daphne e Billie
- Kyra Sedgwick como Ingrid
- Sherry Cola como Chris
- Jonathan Freeman como Graham
- Kai Lennox como Fred

## Produção
Foi anunciado em outubro de 2018 que as filmagens começaram como o próximo projeto de Drake Doremus, que ele co-escreveu com a autora Jardine Libaire em Los Angeles. Shailene Woodley, Jamie Dornan, Sebastian Stan, Matthew Gray Gubler, Lindsay Sloane e Shamier Anderson foram escolhidos para estrelar. Em novembro de 2018, Sherry Cola se juntou ao elenco do filme.

## Lançamento
O filme teve sua estreia mundial no Festival Internacional de Cinema de Toronto em 8 de setembro de 2019. Pouco depois, Samuel Goldwyn Films adquiriu os direitos de distribuição do filme. Foi originalmente programado para ser lançado nos cinemas em 1 de maio de 2020. Em 26 de março de 2020, a pandemia de COVID-19 fez com que o filme fosse apresentado e lançado digitalmente em 17 de abril de 2020.
No Brasil, foi lançado pela California Filmes em VOD em 22 de outubro de 2021.

## Recepção
Endings, Beginnings detém uma taxa de aprovação de 44% no site Rotten Tomatoes, com base em 70 avaliações, com uma média ponderada de 5.19/10. O consenso crítico do site diz: "Endings, Beginnings sufoca o trabalho comprometido de seu talentoso elenco em uma história construída de forma descuidada e sem rumo". No Metacritic, o filme tem uma classificação de 42 em 100, com base em 18 críticos, indicando "críticas mistas ou médias".
Peter DeBruge da Variety deu ao filme uma crítica negativa: "Doremus conta sua história em trechos, cortando entre filmagens sujas da vida de Daphne com o rosto totalmente ou parcialmente obscurecido. O filme nos prende fora de sua cabeça, nunca realmente permitindo-nos entrar nele." David Erbland do The Hollywood Reporter também deu ao filme uma crítica negativa ao escrever: "O filme visa tornar a jornada de Daphne crua e real, mas na maior parte é simplesmente insípida." Jeanette Catsoulis do The New York Times deu uma crítica positiva ao filme: "A escrita pode ser um emaranhado de clichês, mas os atores - especialmente Woodley e a fantástica Wendie Malick como mãe de Daphne - suam para vender cada fala." Pete Hammond do Deadline Hollywood também deu uma crítica positiva ao filme: "Shailene Woodley, Jamie Dornan e Sebastian Stan animam e enriquecem este filme de três jovens de 30 e poucos anos apanhados em um triângulo amoroso."